# Leo Kuhn
Leo Kuhn (geb. 1908 in Graz; gest. 2004 in Wien) war ein österreichischer Widerstandskämpfer gegen den Nationalsozialismus sowie Überlebender und Geschichtsvermittler im KZ Mauthausen.

## Leben
Während seiner frühen Kindheit übersiedelte Kuhn mit seiner Familie von Graz nach Wien. Er besuchte dort eine Realschule. In seiner Jugend wurde er Mitglied er Roten Falken und der sozialdemokratischen Jungfront.
Während der Februarkämpfe 1934 wurde Kuhn verhaftet. Nach seiner Enthaftung wurde Leo Kuhn ein im Untergrund tätiger Widerstandskämpfer, vor allem nach dem Anschluss Österreichs 1938 an den NS-Staat. Kuhn und seine Mitstreiter verbreiteten Flugblätter mit der Forderung nach der Wiederherstellung Österreichs.
Nach der Enttarnung der Gruppe 1938 folgte seine Inhaftierung mit Verhören im Gestapo-Hauptquartier am Wiener Morzinplatz. Danach wurde er nach Berlin überstellt, um am Volksgerichtshof wegen Hochverrats angeklagt zu werden. Leo Kuhn wurde zu acht Jahren Zuchthaus verurteilt, wobei er seine Haft in Stein an der Donau absitzen sollte.
Er wurde aber mit anderen Häftlingen in das Hydrierwerk Moosbierbaum an der Donau in eine kriegswichtige Produktionsstätte verlegt. Auch hier setzte Leo Kuhn seinen Widerstand aktiv fort. Nach einem gescheiterten wurde Kuhn 1945 von der Gestapo ins KZ Mauthausen überstellt, mit dem Vermerk „Rückkehr unerwünscht“. Zusammen mit Hans Maršálek und Ludwig Soswinski gelang es ihm, seinen Tod vorzutäuschen und die Identität eines anderen, bereits verstorbenen Häftlings anzunehmen. Später wurde er in das KZ Ebensee überstellt, das am 6. Mai 1945 von der 3. US-Armee befreit wurde.
Seine Frau Hermine Kuhn (geb. 1915 als Hermine Löwenstein) wurde 1939 wegen politischer Betätigung für die KPÖ von der Gestapo verhaftet. Nach einer zweijährigen Inhaftierung in Aichach wurde sie 1942 ins KZ Ravensbrück überstellt, dessen Befreiung sie 1945 erlebte. Mit Leo Kuhn hatte sie einen Sohn. Hermine Kuhn starb 1952 im Alter von 37 Jahren an Krebs.
Bis ins hohe Alter war Leo Kuhn als Zeitzeuge tätig und begleitete viele Jugendliche aus ganz Österreich durch das KZ Mauthausen. Mit 94 Jahren war er der letzte Überlebende des KZ Mauthausen, der noch Rundgänge durchführte. Vor jedem Rundgang durch das KZ besuchte er die Schulklassen, um sie auf das Konzentrationslager vorzubereiten.